# Caio Anício Cerial
Caio Anício Cerial (em latim: Gaius Anicius Cerialis; m. 66) foi um senador romano nomeado cônsul sufecto para o nundínio de julho a agosto de 65 com Caio Pompônio Pio. 

## Carreira
Cerial foi acusado, em 40, juntamente com seu enteado, Sexto Papínio, Betilieno Basso, questor e filho de um procurador, e um outro senador de conspirar contra o imperador Calígula. Ele entregou a conspiração e conseguiu escapar com vida. Tácito relata que Cerial foi notado pelo imperador por seu oportunismo: ele propôs uma moção no Senado depois da Conspiração Pisoniana em 65, o ano de seu consulado, propondo a construção de um templo em homenagem ao divino Nero às custas da comunidade, uma iniciativa proibida pelo imperador. No ano seguinte, quando Cerial foi acusado por Marco Aneu Mela, irmão de Sêneca, e se suicidou, Tácito não demonstra nenhuma simpatia por ele e lembra que ele próprio havia traído uma conspiração para matar Calígula.